# محوطه باش دم
محوطه باش دم مربوط به سده‌های میانه دوران‌های تاریخی پس از اسلام است و در شهرستان ملکان، بخش مرکزی، دهستان گاو دول غربی، شمال غرب روستای بایقوت واقع شده و این اثر در تاریخ ۲۷ بهمن ۱۳۸۷ با شمارهٔ ثبت ۲۴۷۷۱ به‌عنوان یکی از آثار ملی ایران به ثبت رسیده است.